# Инспекција (медицина)
Инспекција, посматрање, (лат. inspectio),  је поступак у медицини којим се код болесника траже и утврђују објективни (физикални) знаци болести. Инспекција се заснива на физикалном прегледу – упоредном посматрању појединих делова тела и тела у целини. Инспекција (посматрање) се може вршити непосредним визуелним прегледом или посредно уз примену разних апарата и прибора (лупа, микроскоп итд).

## Методе инспекције
Инспекција у ужем смислу; обухвата прикупљање података непосредним визуелним посматрањем болесника без употребе прибора и апарата.
Инспекција у ширем смислу; обухвата прикупљање података, посредним посматрањем уз помоћ медицинских апарата и прибора;
- офталмоскопија (посматрање органа вида коришћењем офталмоскопа)
- ларингоскопија (посматраање унутрашњости гркљана ларингоскопом)
- назоскопија (посматрање унутрашњости носа)
- отоскопија (посматрање унутрашњости ушног канала и бубне опне офталмоскопом)
- бронхоскопија (посматрање слузокоже бронхија уз помоћ бронхоскопа)
- ларингоскопија (посмаатрање трбушних органа лапароскопом)
- цистоскопија (посматрање унутрашњости мокраћне бешике коришћењем цистоскопа)
- ректоскопија (посматрање ректоскопом унутрашњости завршног црева)
- гастроскопија (посматрање унутрашњости једнака, желуца и дванаестопалачног црева гастроскопом)
- микроскопија (уз употребу микроскопа или лупа са великим увећањем слике)
- радиолошка посматрања (уз употребу радиолошких апарата-томографа)
- ехотомографија (посматрање применом ултразвучних апарата)

## Врсте инспекције

#### Општа инспекција
Она је почетни облик инспекције (посмаатрања) и представља визуелни преглед тела болесника у целини.
Овом инспекција прикупљају се подаци о општем стању и понашању болесника, његовој покретљивости, положају болесника, променама на кожи, психичком стању итд. Добро обучен лекар већ након ове инспекције може да постави дијагнозу, аку су знаци болести визуелно уочљиви.

#### Локална инспекција
Локалнно посматрањем (инспекција) одређеног дела тела има за циљ да открије знаке болести на појединим деловима тела. (нпр. зглобовима, кожи, глави и њеним органима, органима трбушне и грудне дупље итд.
Инспекција (посматрање) је једна од најстаријих метода за утврђивање болести у медицинској пракси, која од лекара захтева добро знање, и најтежа је за учење у пропедевтици. Инспекција омогућава, да се у великом броју случајева постави почетна дијагноза, што може бити од пресудног значаја у хитним стањима код витално угрожених болесника, посебно у службама хитне помоћи, (где време за пружање помоћи игра пресудну улогу). Инспекција ипак није довољна за утврђивање дијагнозе, и зато је увек треба надопунити и осталим методама за утврђивања болести, пре свега добро узетом анамнезом али и палпацијом, аускултацијом, перкусијом, и осталим допунским испитивањима.

## Услови
Пре приступања посматрању (инспекцији) и у току посматрања испитиване особе (болесника) потребно је да буду испуњени одређени услови;
- Испитивач мора да зна све процедуре правилне инспекције, и да поседује потребно искуство, што од испитивача захтева стално увежбавање и стицање нових знања
- Испитивана особа треба да буде припремљена за инспекцију. Припрема болесника обухтавта; упознавање испитиване особе са свим поступцима у току инспекције, постављање испитиване особе у одређени положај (седећи или лежећи), који мора да буде удобан за ту особу, али и за испитивача и да испитивана особа буде без дела одеће или потпуно нага зависно од обима и вресте инспекције)
- Просторија у којој се обавља инспекција, мора да буде добро осветљена (најбоље дневним светлом а према потреби користи се и допунско осветљење), правилно загрејана на (22-25 °C)
- Сав додатни прибор који се користи у току инспекције мора да буде испрван и на одговарајући начин припремљен, према потреби и стерилан (нпр. ларингоскоп, ректоскоп, цистоскоп, гастроскоп итд).
- У току инспекције испитивач према испитиваној особи мора поступати пажљиво, како би са њом успоставио добар контакт и како ту особу не би уплашио и збунио.
- Својим понашањем испитивач не сме нарушити ауторитет испитиване особе и установе у којој ради.
- Медицинско особље треба да помогне болеснику у припреми за инспекцију, посебно када се ради о тешким болесницима, жани или детету. Према потреби у припреми испитиване особе могу се ангажовати пратиоци или родбина испитиване особе.